# Каргер, Михаил Константинович
Михаи́л Константи́нович Ка́ргер (17 [30] мая 1903, Казань — 25 августа 1976, Ленинград) — советский историк архитектуры, археолог. Доктор исторических наук, профессор (1949), лауреат Сталинской премии (1952).

## Биография
Родился в Казани 17 (30) мая 1903 года.
В 1923 году окончил факультет общественных наук Петроградского университета, где учился у Д. В. Айналова и Н. П. Сычёва. Был оставлен при университете для продолжения научной и педагогической работы, связанной с историей русского средневекового искусства; в 1925—1929 годах в качестве ассистента преподавал цикл истории материальной культуры. В 1929/1930 учебном году был старшим преподавателем кафедры русского искусства и материальной культуры историко-лингвистического факультета. С 1923 года он работал также в ГРМ.
С 1929 года — научный сотрудник ГАИМК, впоследствии Ленинградское отделение Института археологии АН СССР, с 1964 года был заведующим. Первая работа в ГАИМК — о деревянных крепостных сооружениях Свияжска. Также, с 1930 года — доцент ЛИЛИ (ЛИФЛИ), где возглавлял вначале кафедру истории русского искусства, а с 1932 года — кафедру музееведения. Одновременно — научный сотрудник, а затем зав. отделом древнерусского искусства ГРМ (1935—1936). В 1934—1936 годах состоял учёным консультантом Новгородского государственного музея. После доносов А. И. Кауля и директора Новгородских музеев А. А. Строкова был вынужден уйти с работы в ГРМ и прекратить раскопки в Новгороде.

С 1937 по 1950 год — работал в Ленинградской академии художеств, где был одним из организаторов факультета истории и теории искусств, с 1938 года заведовал кафедрой русского искусства, с 1939 года занимал должность зам. директора по научной и учебной работе. Своих студентов он наставлял:
Архитектурный памятник Древней Руси — как лицо любимой женщины, измененное с годами. Мы с вами должны сквозь искажения времени уметь видеть прекрасный облик и вернуть его.
В 1938—1940 годах на раскопках в Киеве совершил уникальные археологические находки и открытия княжеских погребений.
В начале Великой Отечественной войны в 1941 году добровольцем ушёл на фронт. Сражался на Ленинградском фронте (1941—1942 гг. — старший инструктор политотдела 8-й армии; в 1943 г. — военный комиссар). В 1943 году был отозван по ходатайству Президиума АН СССР для научной работы. Весной 1944 года Академия художеств направила его в разрушенный войной Новгород как эксперта по состоянию памятников архитектуры и в августе того же года он вместе со студентами Академии начал работы по консервации и восстановлению старинных построек. В 1945 году были возобновлены раскопки в Киеве, по материалам которых будет подготовлен двухтомный труд «Древний Киев» (1958—1961), отмеченный первой премией ЛГУ в 1963 году.
С 1949 года — доктор исторических наук, заведующий и профессор кафедры истории искусств исторического факультета ЛГУ.
В июне 1951 года Сектор Древней Руси и Восточной Европы ЛОИИМК АН СССР был преобразован в Группу славяно-русской археологии, которую М. К. Каргер возглавлял до 1974 года. С 3 июля 1964 по 14 октября 1971 года — заведующий Ленинградским отделением института археологии АН СССР; с 1975 года — консультант.
Лауреат Сталинской премии (1952), за участие в двухтомном труде «История культуры Древней Руси». В 1953 году был награждён орденом Ленина.
Умер в Ленинграде 25 августа 1976 года. Похоронен на Казанском кладбище в Пушкине.
В 2003 году с 26 по 28 ноября в Санкт-Петербурге состоялась «Конференция, посвященная 100-летию М. К. Каргера», конференция проходила в Государственном Эрмитаже, Санкт-Петербургском государственном университете и Институте истории материальной культуры РАН. 24-26 октября 2023 г. в ИИМК РАН состоялась научная конференция «Древнерусский город: архитектура и материальная культура», приуроченная к 120-летию со дня рождения М. К. Каргера.

## Научная деятельность
Основной круг научных интересов — памятники древнерусского зодчества крупных средневековых центров: Киева, Новгорода, Переяславля-Русского, Галича, Владимира-Волынского, Новогрудка (Борисоглебская церковь), Турова, Полоцка, Витебска (Благовещенская церковь), Изяславля и др.

## Оценки деятельности
Г. Ю. Ивакин отмечал, что благодаря научному авторитету М. К. Каргера среди советских археологов утвердился стереотип о запустении Киева после монгольского нашествия: считалось, что жизнь в этом городе едва теплилась вплоть до XVII века. Представленная картина экстраполировалась на всю Южную Русь, в результате чего многие исследователи объясняли любые обнаруженные следы разрушений событиями 1240 года, зачастую неверно датируя культурные слои и находки. Только на рубеже 60-х — 70-х годов XX века появились научные труды, посвящённые изучению археологических памятников ордынской и литовской эпох в Украине. Большую роль в «открытии» послемонгольского периода истории Южной Руси сыграли работы М. П. Кучеры, описавшего несколько видов керамики этого времени, и В. О. Довженка, который аргументированно показал несостоятельность мнения о запустении региона в XIII столетии.
Был оспорен и вывод М. К. Каргера о древнерусском домостроении Среднего Поднепровья: целый ряд исследователей не согласился с тезисом о доминировании в регионе (включая и сам Киев) полуземляночных жилищ. В настоящее время считается, что славянские «полуземлянки» являются остатками подвалов наземных строений.

## Основные работы
Автор около 120 печатных работ. В их числе:
- Новгород Великий / под общ. ред. В. А. Веснина. — М.: Изд-во Академии архитектуры СССР, 1946. — 183 с. — (Сокровища русского зодчества).
- Археологические исследования древнего Киева: отчеты и материалы (1938—1947 гг.) / отв. ред. П. П. Ефименко. — Киев: Изд-во АН УССР, 1950. — 252 с.
- Живопись // История культуры Древней Руси: домонгольский период / под общ. ред. Б. Д. Грекова, М. И. Артамонова. — Т. II. — М.—Л.: Изд-во АН СССР, 1951. — С. 341—395.
- Древний Киев // По следам древних культур. Древняя Русь / научн. ред. и сост. Г. Б. Фёдоров. — М.: Госкультпросветиздат, 1953. — С. 35—74.
- Культура Древней Руси // Очерки истории СССР. Период феодализма (IX—XV вв.) / отв. ред. Б. Д. Греков. — М.: Изд-во АН СССР, 1953. — Ч. I. — С. 206—250.
- Новгородское зодчество // История русского искусства / под общ. ред. И. Э. Грабаря, В. С. Кеменова, В. Н. Лазарева. — Т. II. — М.: Изд-во АН СССР, 1954. — С. 16—71.
- Древний Киев. Очерки по истории материальной культуры древнерусского города. — Т. I / отв. ред. А. Л. Монгайт. — М.—Л.: Изд-во АН СССР, 1958. — 580 с.
- Древний Киев. Очерки по истории материальной культуры древнерусского города. — Т. II / отв. ред. Н. Н. Воронин. — М.—Л.: Изд-во АН СССР, 1961. — 663 с.
- Новгород Великий. Архитектурные памятники древнего Новгорода. — М.—Л.: Искусство, 1961. — 310 с. — (Архитектурно-художественные памятники городов СССР).
  - Новгород Великий. Архитектурные памятники. — 2-е изд., доп. — М.—Л.: Искусство, 1966. — 312 с. — (Архитектурно-художественные памятники городов СССР).
  - Новгород. Художественные памятники XI—XVII вв. — 3-е изд., доп. — Л.: Искусство, 1970. — 248 с.
  - Новгород. Художественные памятники XI—XVII вв. / общ. ред., вступ. ст. и коммент. Г. М. Штендера. — 4-е изд., доп. — Л.: Искусство, 1980. — 246 с.
- Древнерусская монументальная живопись XI—XIV вв. — М.—Л.: Советский художник, 1963. — 28 с.
- Зодчество древнего Смоленска (XII—XIII вв.). — Л.: Изд-во ЛГУ, 1964. — 140 с.
- Памятники архитектуры Новгорода XI—XVII вв. — М.—Л.: Советский художник, 1966. — 20 с.
- Novgorod the Great: architectural guidebook (англ.). — М.: Progress, 1973. — 256 p.
- Новгород. Памятники архитектуры XI—XVII вв. — Л.: Аврора, 1975. — 44 с.